# Станфілд (Північна Кароліна)
Станфілд (англ. Stanfield) — місто (англ. town) в США, в окрузі Стенлі штату Північна Кароліна. Населення — 1585 осіб (2020).

## Географія
Станфілд розташований за координатами 35°14′1″ пн. ш. 80°25′49″ зх. д. / 35.23361° пн. ш. 80.43028° зх. д. (35.233650, -80.430330).  За даними Бюро перепису населення США в 2010 році місто мало площу 11,52 км², уся площа — суходіл.

## Демографія
Згідно з переписом 2010 року, у місті мешкало 1486 осіб у 539 домогосподарствах у складі 422 родин. Густота населення становила 129 осіб/км².  Було 574 помешкання (50/км²).
Расовий склад населення:
| - 94,0 % — білих - 0,9 % — чорних або афроамериканців - 0,7 % — корінних американців - 0,3 % — вихідців з тихоокеанських островів - 0,2 % — азіатів - 2,6 % — осіб інших рас |

До двох чи більше рас належало 1,3 %. Частка іспаномовних становила 4,8 % від усіх жителів.
За віковим діапазоном населення розподілялося таким чином: 27,6 % — особи молодші 18 років, 60,8 % — особи у віці 18—64 років, 11,6 % — особи у віці 65 років та старші. Медіана віку мешканця становила 36,9 року. На 100 осіб жіночої статі у місті припадало 100,0 чоловіків;  на 100 жінок у віці від 18 років та старших — 94,9 чоловіків також старших 18 років.
Середній дохід на одне домашнє господарство  становив 67 038 доларів США (медіана — 57 500), а середній дохід на одну сім'ю — 72 876 доларів (медіана — 66 818). Медіана доходів становила 46 875 доларів для чоловіків та 33 631 долар для жінок. За межею бідності перебувало 6,5 % осіб, у тому числі 6,3 % дітей у віці до 18 років та 9,8 % осіб у віці 65 років та старших.
Цивільне працевлаштоване населення становило 695 осіб. Основні галузі зайнятості: освіта, охорона здоров'я та соціальна допомога — 19,0 %, виробництво — 14,8 %, роздрібна торгівля — 10,9 %, будівництво — 10,5 %.